# Kleiner Hexenkopf
Kleiner Hexenkopf är en bergstopp i Österrike.   Den ligger i distriktet Lienz och förbundslandet Tyrolen, i den centrala delen av landet, 300 km väster om huvudstaden Wien. Toppen på Kleiner Hexenkopf är 3 194 meter över havet, eller 63 meter över den omgivande terrängen. Bredden vid basen är 0,11 km.
Terrängen runt Kleiner Hexenkopf är huvudsakligen bergig, men den allra närmaste omgivningen är kuperad. Runt Kleiner Hexenkopf är det ganska glesbefolkat, med 26 invånare per kvadratkilometer.. Närmaste större samhälle är Matrei in Osttirol, 11,6 km sydost om Kleiner Hexenkopf. 
Trakten runt Kleiner Hexenkopf består i huvudsak av gräsmarker.